# Абха
Абха́ (араб. أبها‎) — город на юго-западе Саудовской Аравии и административный центр административного округа Асир. Население по оценочным данным на 2013 год составляет 485 201 человек.
Абха расположена на западной оконечности гор Джибаль-Хиджаз, недалеко от побережья Красного моря, на высоте 2261 м над уровнем моря.
Климат города характеризуется как полуаридный. Благодаря своеобразному географическому положению он более прохладный и влажный, чем климат большей части территории Саудовской Аравии. Средняя годовая температура составляет 17,5 °C; средняя годовая норма осадков — 225 мм. Наиболее засушливый месяц — октябрь с нормой 2 мм; наиболее влажный — апрель с нормой 48 мм. Наиболее тёплый месяц — июнь со средней температурой 22,4 °C; наиболее холодный — декабрь, средняя температура которого составляет 12,5 °C.
| Показатель                    | Янв. | Фев. | Март | Апр. | Май  | Июнь | Июль | Авг. | Сен. | Окт. | Нояб. | Дек. | Год  |
| ----------------------------- | ---- | ---- | ---- | ---- | ---- | ---- | ---- | ---- | ---- | ---- | ----- | ---- | ---- |
| Средний суточный максимум, °C | 19,5 | 20,9 | 22,8 | 25,1 | 28,4 | 30,8 | 30,5 | 30,4 | 29,4 | 25,9 | 22,8  | 20,7 | 25,6 |
| Средняя температура, °C       | 13,6 | 15,1 | 17,0 | 18,9 | 21,6 | 23,7 | 23,8 | 23,5 | 22,2 | 18,6 | 15,8  | 14,0 | 19,0 |
| Средний суточный минимум, °C  | 7,7  | 9,3  | 11,1 | 12,7 | 14,8 | 16,6 | 17,1 | 16,7 | 14,9 | 11,4 | 8,8   | 7,2  | 12,4 |
| Норма осадков, мм             | 18   | 46   | 59   | 59   | 18   | 5    | 19   | 32   | 6    | 2    | 7     | 7    | 278  |
| Источник: ,                   |      |      |      |      |      |      |      |      |      |      |       |      |      |

Автомобильная дорога, идущая вдоль побережья Красного моря, соединила Абху с Джиддой в 1979 году.